# 빅토리아 머넷
빅토리아 모네(Victoria Monet, 1989년 5월 1일 ~ )은 미국의 싱어송라이터이다. 제66회 그래미 어워드(2024년) 올해의 신인상 수상자이다.

## 음반 목록

### 정규 음반
- Jaguar II (2023)

### EP
- Nightmares & Lullabies: Act 1 (2014)
- Nightmares & Lullabies: Act 2 (2015)
- Life After Love, Pt. 1 (2018)
- Life After Love, Pt. 2 (2018)
- Jaguar (2020)